# Misthoorn (gebouw)
De Misthoorn is een gebouwtje bij het haventje van Emmeloord op de noordpunt van het voormalige eiland Schokland in de Zuiderzee gebouwd in 1922 waarvandaan de misthoorn bediend werd.

## Geschiedenis
Nadat Schokland op gezag van de overheid in 1859 ontruimd moest worden, bleven er enkele functionarissen op het eiland achter om zorg te dragen voor de haven en voor de vuurtorens. Omstreeks 1900 werd op het noordelijk deel van het eiland, Emmeloord genoemd, een woning voor de lichtwachter gebouwd. In 1922 werd nabij deze woning een tweede gebouw neergezet, het zogenaamde misthoornhuisje. In dit gebouw werd de misthoorn bediend. Na de inpoldering van de Noordoostpolder was de bediening van een misthoorn overbodig geworden. Het pand werd daarna gebruikt voor het onderbrengen van gasten. Sinds 1996 is de Misthoorn in gebruik als informatiegebouw. Het complex is onderdeel van het werelderfgoed Schokland. Het totale complex is erkend als rijksmonument vanwege de grote cultuurhistorische waarde, de architectuurhistorische waarde en de ensemblewaarde.
Nabij het gebouw is in 2007 een replica van de vroegere vuurtoren neergezet.

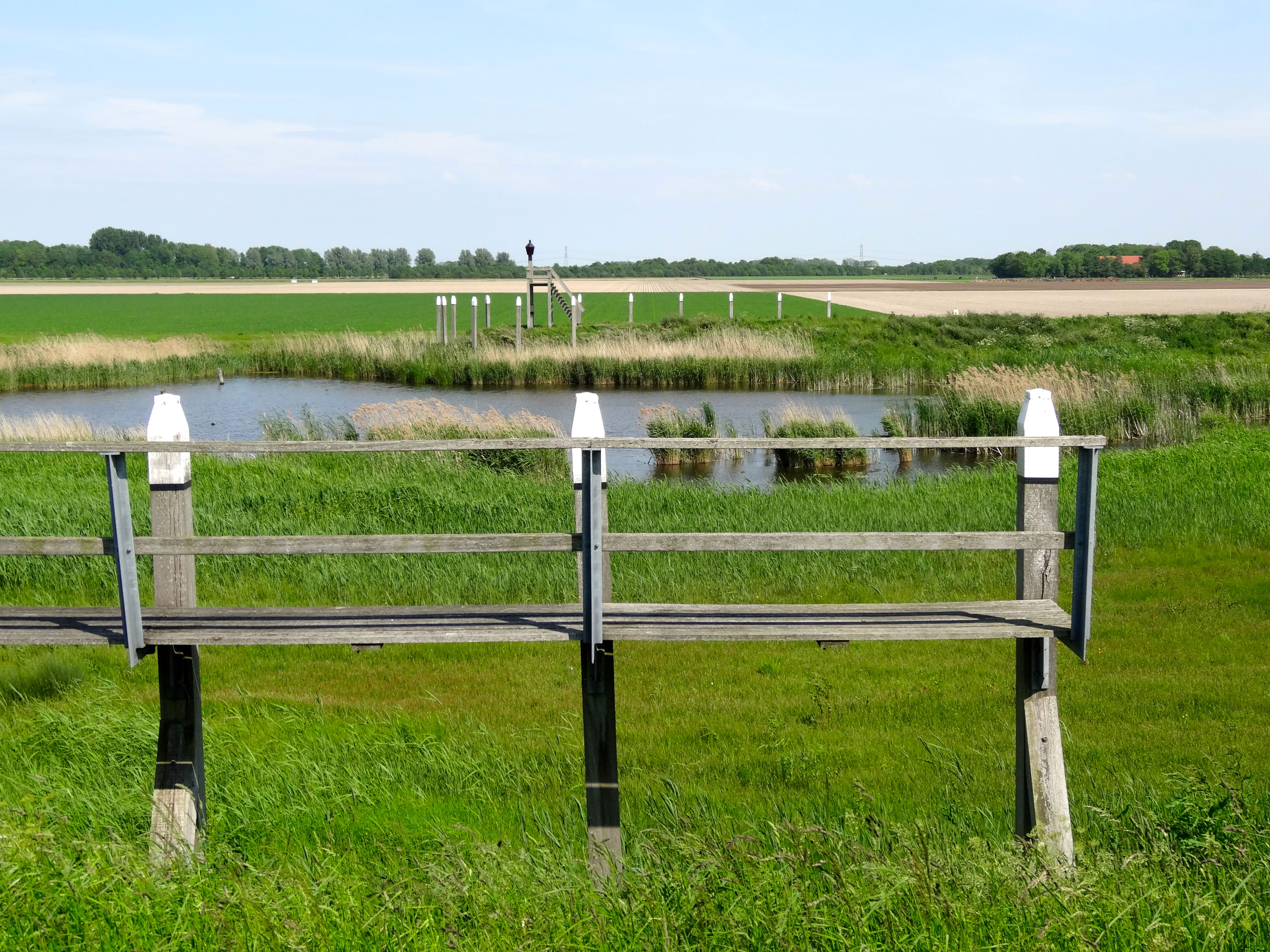
Reconstructie van de haven aan de noordpunt van Schokland

Ens:
Museum Schokland ·
Terp Middelbuurt ·
Enserkerk ·
IJsloperschuur ·
Terp De Zuidert ·
Terp de Zuidpunt ·
Ensenerkerk ·
Vuurtoren van Ens

Emmeloord:
Oude haven ·
Lichtwachter ·
Misthoorn ·
Schokkerbos ·
Gesteentetuin ·
Het Zand